# 卡尔顿山官邸

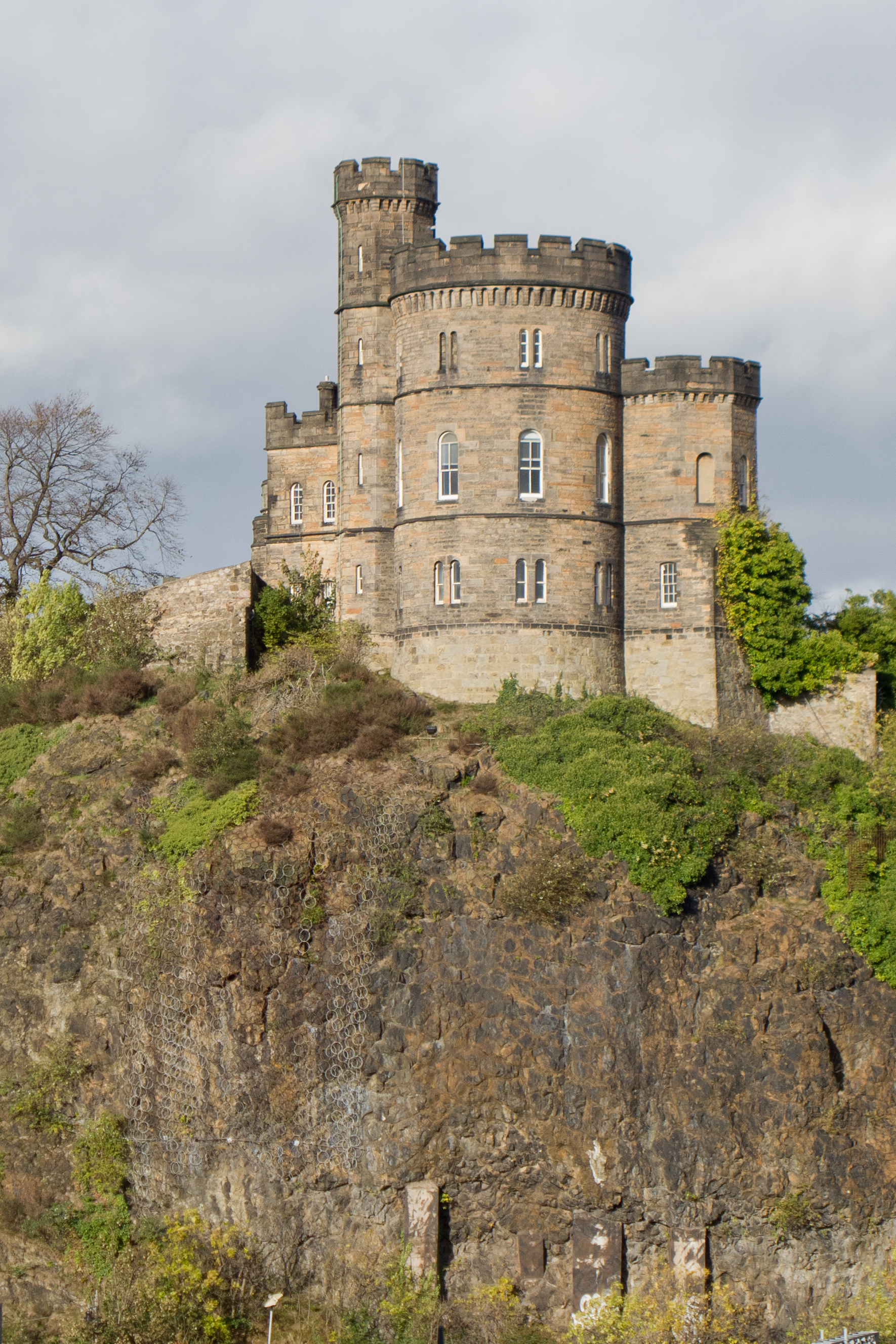

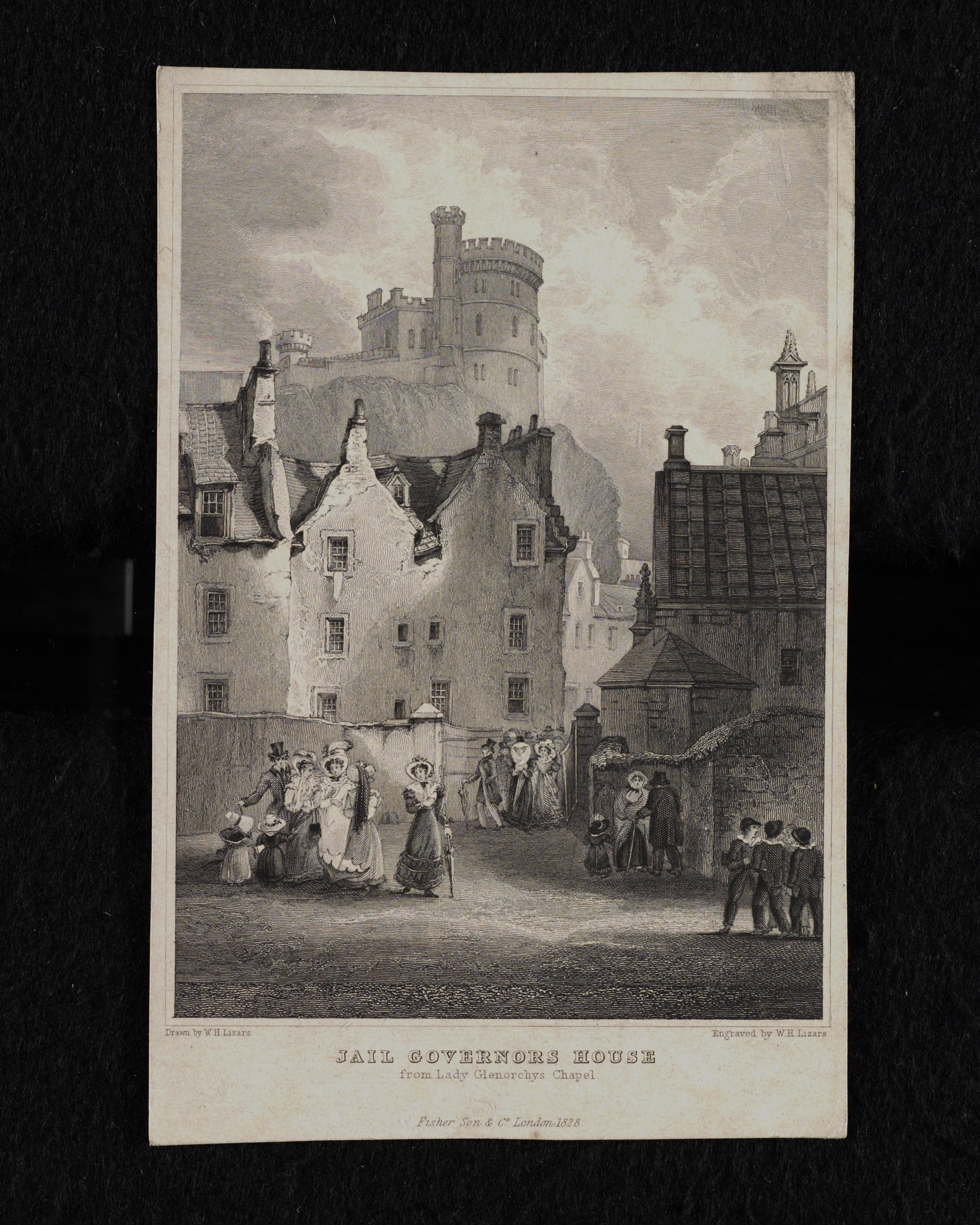

卡尔顿山官邸（Governor's House）是位于苏格兰爱丁堡卡尔顿山最南端的一个城堡状建筑物，在旧卡尔顿墓地东南角的附近。其南侧是愛丁堡威瓦利站、修士门（Canongate）和荷里路德公園。
该建筑建于1815-17年，是卡尔顿监狱的遗迹，曾经是苏格兰最大的监狱，在1817年完成。它是由Archibald埃利奥特（1761-1823）设计，他还负责设计附近的滑铁卢坊和摄政桥。
该建筑类似于詹姆斯·克雷格在卡尔顿山的老观测所，但它的设计可能更受罗伯特·亚当的新监狱旁的老'Bridewell'（1791年）。监狱在1927年关闭，除了官邸，其余部分均在1937年因修建圣安德鲁大厦而拆除。许多人仍认为该建筑被从前囚犯的鬼魂所困扰，一些人拒绝进入这座哥特式建筑。
直到最近，苏格兰政府的多媒体团队设于此处，在一段时间又被认为可能是苏格兰首席部长的官邸，取代苏格兰国民信托所有的布特大樓。

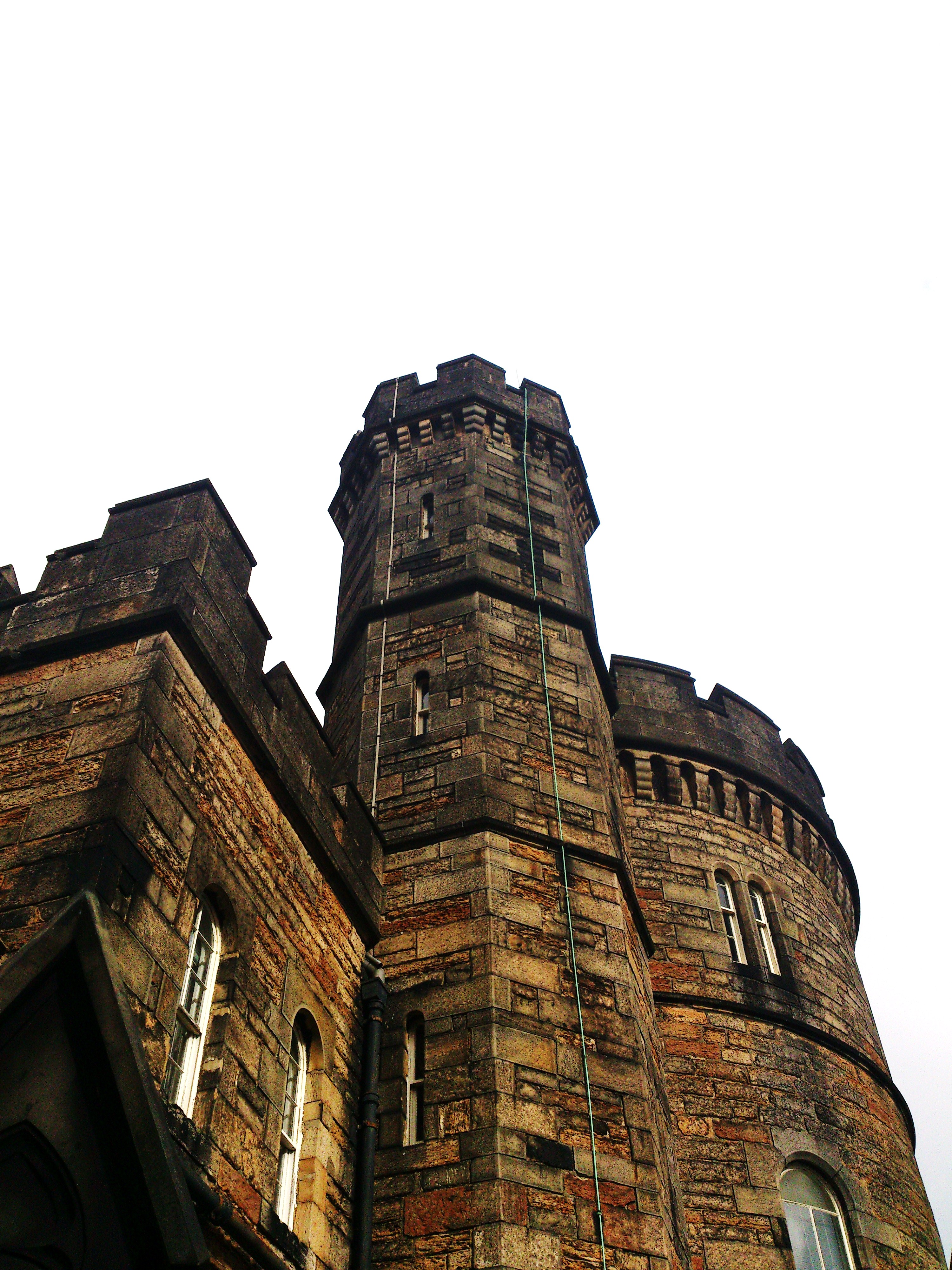

目前官邸是苏格兰财政委员会的总部大楼。